# Carlo Jones
Carlo Jones (né le 2 janvier 1939 et décédé le 10 octobre 2016), est un saxophoniste surinamien. D'abord au Suriname, et depuis 1975 aux Pays-Bas, il fait partie de plusieurs ensembles et groupes, dont Carlo Jones and the Surinam Troubadours et The Exmo Stars. Il joue dans les styles bigi-poku et kaseko.

## Biographie
Carlo Jones naît en 1939 et apprend à jouer du saxophone avec son père. Outre toutes sortes d'ensembles, il joue dans l'orchestre de la police, puis dans l'orchestre militaire de la Troop Force in Suriname (TRIS). Au moment de l'indépendance du Suriname, en 1975, il choisit de s'engager dans l'armée du Suriname ou dans celle des Pays-Bas. Il forme ensuite Carlo Jones and the Surinam (Kaseko) Troubadours dans le style musical bigi-poku, précurseur acoustique du kaseko. Son instrument habituel est le saxophone ténor et pour les chansons sensibles, il joue du saxophone soprano. Il joue également de la clarinette et de la flûte. Après avoir rejoint d'autres groupes, il continue à faire de la musique avec ses troubadours. Son frère André joue du soubassophone dans ce groupe.
En tant que saxophoniste régulier, il devient un élément du Caribean Combo d'Ewald Krolis. Jones es membre de The Cosmo Stars et devient membre de son successeur aux Pays-Bas, The Exmo Stars. Au début des années 1980, ce groupe fait partie des groupes de kasekog les plus demandés aux Pays-Bas.